# 85. Internationale Sechstagefahrt

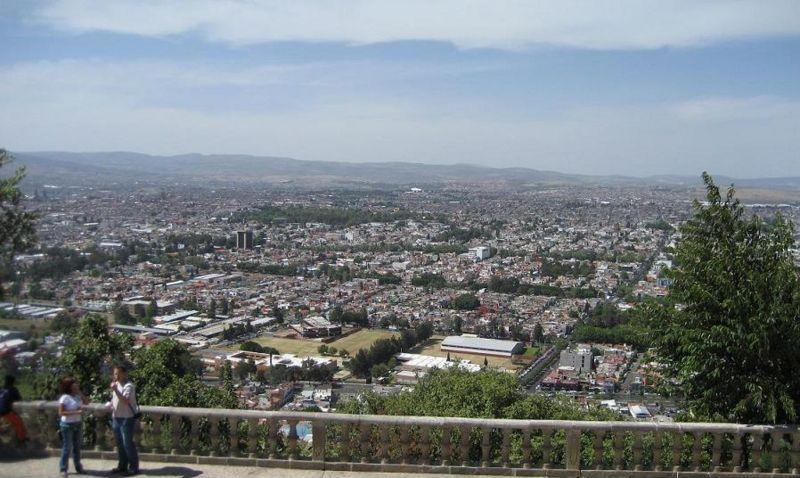
Morelia, Start- und Zielort der einzelnen Etappen

Die 85. Internationale Sechstagefahrt war die Mannschaftsweltmeisterschaft im Endurosport und fand vom 1. bis 6. November 2010 im mexikanischen Morelia sowie der Sierra Volcánica Transversal statt. Die Nationalmannschaften Frankreichs konnten zum insgesamt fünften und gleichzeitig dritten Mal in Folge die World Trophy sowie zum dritten Mal in Folge die Women’s Trophy gewinnen. Die Junior World Trophy ging zum insgesamt sechsten und gleichzeitig zweiten Mal in Folge an die spanische Nationalmannschaft.

## Wettkampf

### Organisation
Die Veranstaltung fand zum ersten Mal in Mexiko statt.
Am Wettkampf nahmen 13 Teams für die World Trophy, zehn für die Junior Trophy, sieben für die Women’s Trophy und 74 Clubteams aus insgesamt 27 Nationen teil.
Deutschland nahm an der World Trophy, Junior Trophy und Women’s Trophy sowie mit vier Clubmannschaften teil. Fahrer aus der Schweiz und Österreich waren nicht am Start.

### Tag 1
Am ersten Fahrtag stand ein zweimal zu fahrender Rundkurs südwestlich von Morelia auf dem Programm als Sonderprüfungen je Runde waren ein Enduro- sowie drei Cross-Tests enthalten. Bis auf einen kurzen Regenschauer blieb der Tag niederschlagsfrei. Besondere Herausforderungen waren die Geländehöhe von über 2000 Höhenmetern. Nachteilig war ein Auflaufen schnellerer auf langsamere Fahrer, da in alphabetischer Reihenfolge gestartet wurde.
Nach dem ersten Fahrtag führte in der World-Trophy-Wertung das Team aus Frankreich vor Italien und Finnland. Das deutsche Team lag auf dem 8. Platz.
In der Junior-Trophy-Wertung führte das spanische Team vor Schweden und Frankreich. Das deutsche Team lag auf dem 8. Platz.
In der Women’s Trophy führte das französische Team vor den Mannschaften aus Deutschland und Schweden.
Die Clubwertung führte RFME vor Wellard Club und Team Ostra Gota. Beste deutsche Clubmannschaft war das Team DMSB 1 ADAC Sachsen auf dem 6. Platz.

### Tag 2
Am zweiten Tag wurde die Strecke des Vortags gefahren, auch die Sonderprüfungen waren identisch. Da ab Tag 2 nach Ranking gestartet wurde, war ein Auflaufen auf Vorausfahrende seltener wahrscheinlich.
Die World-Trophy-Wertung führte wie am Vortag das Team aus Frankreich vor Italien und Finnland an. Das deutsche Team lag weiter auf dem 8. Platz.
In der Junior-Trophy-Wertung führte ebenfalls wie am Vortag das spanische Team vor Schweden und Frankreich. Das deutsche Team verbesserte sich auf den 7. Platz.
In der Women’s Trophy führte das französische Team vor den Mannschaften aus Schweden und den USA. Das deutsche Team rutschte auf den 4. Platz ab: Nina Oppenländer zog sich bei einem Sturz schwere Verletzungen zu, die sie zur Aufgabe zwangen.
Die Clubwertung führte RFME vor Wellard Club und Team Ostra Gota. Das Team DMSB 1 ADAC Sachsen lag unverändert auf dem 6. Platz.

### Tag 3
Die dritte Tagesetappe war ein zweimal zu durchfahrender Rundkurs im Süden und Südwesten Morelias. Die Sonderprüfungen waren ein Cross- sowie drei Enduro-Tests.
In der World-Trophy-Wertung führte weiter das Team aus Frankreich vor Italien und Finnland. Das deutsche Team fiel auf den 8. Platz zurück. In der deutschen Mannschaft musste Stefan Hau aufgrund von Magenverstimmungen den Wettbewerb aufgaben, damit war das tägliche Streichresultat aufgebraucht.
Die Junior-Trophy-Wertung führte weiter das spanische Team vor Schweden und Frankreich an. Das deutsche Team lag weiter auf dem 7. Platz.
In der Women’s Trophy führte das französische Team vor den Mannschaften aus den USA und Schwedens. Nach einer am Vortag erlittenen Verletzung, die sich als Knochenbruch herausstellte, konnte auch die zweite und damit letzte deutsche Fahrerin Heike Petrick nicht mehr starten. Da Das deutsche Team lag damit auf dem 4. Platz.
Die Clubwertung führte nach wie vor RFME vor Wellard Club und Team Ostra Gota. Beste deutsche Clubmannschaft war das Team DMSB 2 MSC Freier Grund-DMV auf dem 11. Platz.

### Tag 4
Am vierten Tag wurde die Strecke des dritten Tages gefahren, auch die Sonderprüfungen waren identisch.
Am Ende des vierten Fahrtags führte in der World-Trophy-Wertung weiter unverändert das Team aus Frankreich vor Italien und Finnland. Das deutsche Team lag weiter auf dem 8. Platz.
In der Junior-Trophy-Wertung führte weiter das spanische Team vor Schweden und den USA. Das deutsche Team lag weiter auf dem 7. Platz.
In der Women’s Trophy lag das französische Team weiter vor den Mannschaften aus den USA und Schwedens. Das deutsche Team lag unverändert auf dem 4. Platz.
Die Clubwertung führte weiterhin RFME vor Wellard Club und Team Ostra Gota an. Die beste deutsche Clubmannschaft Team DMSB 2 MSC Freier Grund-DMV verbesserte sich auf den 9. Platz.

### Tag 5
Am fünften Tag wurde nochmals eine Etappe im Süden Morelias gefahren, wieder waren zwei identische Runden zu absolvieren. Die Sonderprüfungen je Runde waren zwei Motocross- sowie zwei Enduro-Tests.
Die Zwischenstände nach dem fünften Fahrtag: In der World-Trophy-Wertung führte weiter das Team aus Frankreich vor Italien und Finnland. Das deutsche Team lag weiter auf dem 8. Platz.
In der Junior Trophy führte weiter das spanische Team vor Schweden und den USA. Das deutsche Team lag weiter unverändert auf dem 7. Platz.
In der Women’s Trophy führte unverändert das französische Team vor den Mannschaften aus den USA und Schwedens. Das deutsche Team lag unverändert auf dem 4. Platz.
Die Clubwertung führte wie am Vortag RFME vor Wellard Club und Team Ostra Gota. Das Team DMSB 2 MSC Freier Grund-DMV rutschte auf den 10. Platz ab.

### Tag 6
Das Abschlussmotocross als letzte Sonderprüfung sollte auf dem Autodromo Aguila durchgeführt werden. Der letzte Fahrtag wurde allerdings aufgrund von Unruhen in der Gegend und damit möglichen Gefahrenpotentials vorsorglich abgesagt. Somit waren die Zwischenstände des 5. Fahrtags gleichzeitig die Endergebnisse der Veranstaltung.

## Endergebnisse

### World Trophy
| Platz | Team               | Zeit        |
| ----- | ------------------ | ----------- |
| 1.    | Frankreich         | 16:32:01,55 |
| 2.    | Italien            | 16:42:15,57 |
| 3.    | Finnland           | 16:46:38,80 |
| 4.    | Vereinigte Staaten | 16:58:11,40 |
| 5.    | Polen              | 17:31:19,96 |
| 6.    | Chile              | 17:32:54,06 |
| 7.    | Mexiko             | 17:43:33,11 |
| 8.    | Deutschland        | 17:54:00,06 |
| 9.    | Venezuela          | 18:24:20,76 |
| 10.   | Belgien            | 20:09:40,75 |
| 11.   | Kolumbien          | 21:00:22,50 |
| 12.   | Japan              | 20:21:57,13 |
| 13.   | Argentinien        | 27:20:57,89 |

### Junior World Trophy
| Platz | Team               | Zeit        |
| ----- | ------------------ | ----------- |
| 1.    | Spanien            | 10:06:25,11 |
| 2.    | Schweden           | 10:12:19,95 |
| 3.    | Vereinigte Staaten | 10:14:47,89 |
| 4.    | Frankreich         | 10:16:40,13 |
| 5.    | Finnland           | 10:18:42,51 |
| 6.    | Italien            | 10:20:24,89 |
| 7.    | Deutschland        | 10:28:17,64 |
| 8.    | Chile              | 10:30:45,38 |
| 9.    | Mexiko             | 10:34:52,41 |
| 10.   | Argentinien        | 11:14:07,48 |

### Women’s World Trophy
| Platz | Team               | Zeit        |
| ----- | ------------------ | ----------- |
| 1.    | Frankreich         | 7:44:56,08  |
| 2.    | Vereinigte Staaten | 8:55:11,58  |
| 3.    | Schweden           | 9:00:22,88  |
| 4.    | Kanada             | 16:42:57,73 |
| 5.    | Deutschland        | 16:27:47,28 |
| 6.    | Chile              | 17:09:21,14 |
| 7.    | Mexiko             | 20:00:00,00 |

### Club Team Award
| Platz                      | Team                                   | Zeit        |
| -------------------------- | -------------------------------------- | ----------- |
| 1.                         | RFME                                   | 10:08:33,09 |
| 2.                         | Wellard Club                           | 10:26:11,81 |
| 3.                         | Team Ostra Gota                        | 10:32:37,38 |
| 4.                         | Tony Agonis Memorial Team              | 10:44:12,26 |
| 5.                         | GoFasters.com                          | 10:51:46,43 |
| 6.                         | Los Olvidados                          | 11:11:12,55 |
| 7.                         | Club Mexico I                          | 11:11:41,67 |
| 8.                         | OFER                                   | 11:18:35,10 |
| 9.                         | Team Ostra FME                         | 11:20:56,41 |
| 10.                        | DMSB 2 MSC Freier Grund-DMV            | 11:21:36,77 |
| 11.                        | DMSB 1 ADAC Sachsen                    | 11:26:04,25 |
| 000{\displaystyle \vdots } |                                        |             |
| 21.                        | DMSB 3 ADAC Nordrhein/Pfalz/Nordbayern | 12:24:39,40 |
| 000{\displaystyle \vdots } |                                        |             |
| 59.                        | DMSB 4 ADAC Nordbayern                 | 19:31:14,74 |

### Manufacturer’s Team Award
| Platz | Team                      | Zeit        |
| ----- | ------------------------- | ----------- |
| 1.    | KTM 1                     | 9:53:24,31  |
| 2.    | HUSQVARNA CH RACING       | 9:55:49,91  |
| 3.    | KTM 2                     | 10:03:22,74 |
| 4.    | HUSABERG 1                | 10:07:38,97 |
| 5.    | KTM INTURSPORTS           | 10:13:15,03 |
| 6.    | HUSABERG 2                | 10:23:27,48 |
| 7.    | YAMAHA PZM POLAND         | 10:26:51,79 |
| 8.    | KTM ITALIA                | 10:27:10,47 |
| 9.    | HUSABERG 4                | 13:00:36,96 |
| 10.   | KTM MEXICO FACTORY RACING | 14:26:22,80 |
| 11.   | HUSQVARNA OFFICIAL        | 15:25:19,67 |
| 12.   | KTM 3                     | 15:28:06,64 |
| 13.   | HUSABERG 3                | 16:49:35,57 |
| 14.   | HUSABERG 5                | 17:11:46,93 |

### Einzelwertung
| Klasse | Starter | Gold | Silber | Bronze | ohne Medaille | Ausfall/Disqualifikation | Klassensieger (Motorrad)        | Zeit       |
| ------ | ------- | ---- | ------ | ------ | ------------- | ------------------------ | ------------------------------- | ---------- |
| E1 (a) | 36      | 23   | 10     | 1      |               | 2                        | Antoine Meo (Husqvarna)         | 3:17:25,40 |
| E2 (b) | 50      | 36   | 8      | 3      |               | 3                        | Johnny Aubert (KTM)             | 3:14:50,91 |
| E3 (c) | 29      | 18   | 4      | 1      |               | 6                        | Sebastien Guillaume (Husqvarna) | 3:19:21,66 |
| EW (d) | 20      | 4    | 3      | 0      | 1             | 12                       | Ludivine Puy (GasGas)           | 3:49:55,11 |
| C1 (a) | 63      | 7    | 32     | 3      | 5             | 16                       | Cristobal Guerrero (Yamaha)     | 3:17:33,62 |
| C2 (b) | 95      | 19   | 44     | 7      | 7             | 18                       | Aaron Bernardez (KTM)           | 3:26:03,61 |
| C3 (c) | 58      | 12   | 24     | 9      | 2             | 11                       | Jordi Figueras (GasGas)         | 3:24:55,86 |
| Gesamt | 351     | 119  | 125    | 24     | 15            | 68                       |                                 |            |

## Teilnehmer
| Staat              | World Trophy Team | Junior Trophy Team                                                                                         | Women´s Trophy Team                                                                    | Club-Teams |
| ------------------ | --- | --- | -------------------------------------------------------------------------------------- | --- |
| Andorra            | | |                                                                                        | ANDORRA TEAM |
| Argentinien        | Jose Luis Cebe (Yamaha) Juan Ignacio Zunino (Husaberg) Roberto Patti (Husaberg) Cesar Ariel Navarro (KTM) Hugo Cialone (KTM)                                 | Martin Mercado (KTM) Ignacio Ayuso (Mercado) Kevin Benavides (Husaberg)                                    |                                                                                        | ARGENTINA 1 ARGENTINA 2 ARGENTINA 3 (2 Fahrer) (o) SICER |
| Belgien            | Adrien Vandommele (Moto TM) Pierre Schmits (KTM) Jean Francois Goblet (Yamaha) Jean Flouhr (KTM) Wim Vanderheyden (Husaberg) Mikael Despotin (Husaberg)      | |                                                                                        | |
| Brasilien          | | |                                                                                        | SIG VISUAL BRASIL |
| Chile              | Nicolas Urruta (Yamaha) Jeremias Israel (Honda) Vicente Israel (Honda) Vicente Garcia Huidobro (Honda) Benjamin Israel (Honda) Roland Spaarwater (KTM)       | Benjamin Herrera (KTM) Javier Garate (KTM) Josue Smith (Honda) Gabriel Balut (Yamaha)                      | Beatriz Angulo (Honda) Josefina Gardulski (Moto TM) Macarena Garreton (Honda)          | Chile 1 Chile 2 |
| Deutschland        | Stefan Liebl (KTM) Arne Weidemann (Husqvarna) Derrick Görner (Husaberg) Gerd Pfefferkorn (KTM) Otto Freund (KTM) Stefan Hau (Suzuki)                         | Bert Meyer (Honda) Bruno Wächtler (KTM) Nick Emmrich (KTM) Edward Hübner (KTM)                             | Nina Oppenländer (Beta) Heike Petrick (KTM)                                            | DMSB 1 ADAC Sachsen DMSB 2 MSC Freier Grund-DMV DMSB 3 ADAC Nordrhein/Pfalz/Nordbayern DMSB 4 ADAC Nordbayern |
| El Salvador        | | |                                                                                        | Los Tres Amigoous (1 Fahrer) (h) |
| Finnland           | Eero Remes (KTM) Jari Mattila (Honda) Juha Salminen (Husqvarna) Marko Tarkkala (Husqvarna) Oskari Kantonen (KTM) Valtteri Salonen (Husaberg)                 | Antti Helsten (KTM) Roni Nikander (Husqvarna) Lauri Pohjonen (Husqvarna) Lauri Salonen (KTM)               |                                                                                        | Dynaset Offroad Areena SUPPORT TEAM FINLAND (2 Fahrer) (i) |
| Frankreich         | Johnny Aubert (KTM) Nicolas Deparrois (Kawasaki) Sebastien Guillaume (Husqvarna) Antoine Meo (Husqvarna) Rodrig Thain (Moto TM) Christophe Nambotin (GasGas) | Antoine Basset (Husqvarna) Pierre Pallut (KTM) Romain Dumontier (Husqvarna) Alexandre Queyreyre (Husaberg) | Blandine Dufrene (GasGas) Audrey Rossat (GasGas) Ludivine Puy (GasGas)                 | MOTO CLUB TRACER LA REUNION PARIS MOTO CLUB (2 Fahrer) (p) TEAM ENDURO ISDE NEW CALEDONIA TEAM ISDE CANTAL |
| Griechenland       | | |                                                                                        | SUPPORT TEAM FINLAND (1 Fahrer) (i) |
| Honduras           | | |                                                                                        | HONDURA (2 Fahrer) (l) |
| Israel             | | |                                                                                        | CALL OFER |
| Italien            | Alex Salvini (Husqvarna) Alessandro Belometti (KTM) Thomas Oldrati (KTM) Manuel Monni (Yamaha) Simone Luca Albergoni (KTM) Alessandro Botturi (Husaberg)     | Massimo Mangini (KTM) Jonathan Manzi (KTM) Giacomo Redondi (Husqvarna) Nicolo Mori (KTM)                   |                                                                                        | CLUB GIUSTOZZI (2 Fahrer) (k) motoclub Brembana Motoclub Intimiano (2 Fahrer) (j) Motoclub Italia Motoclub Scuderia Dolomiti Motoclub Trieste |
| Japan              | Yutaro Uchiyama (Yamaha) Yusuke Kondo (Yamaha) Jun Okawara (KTM) Tomoyasu Ikeda (Honda) Masanari Ota (Husaberg) Kazuhiro Yoshikawa (KTM)                     | |                                                                                        | JEC (2 Fahrer) (m) LAST SAMURAI |
| Kanada             | | | Karine Gendron (Kawasaki) Almeda Rive (KTM) Victoria Hett (KTM)                        | Individual (1 Fahrer) (n) |
| Kolumbien          | Juan Esteban Sarmiento (Yamaha) Francisco Alvarez Nino (KTM) Santiago Isaza (KTM) Juan Esteban Reyes Aponte (Husaberg) Fabio Lopez (KTM)                     | |                                                                                        | Colombia Club |
| Mexiko             | Jose Eduardo Vanzzini (Kawasaki) Jaime Garcia (KTM) Jaime Bustos (Yamaha) Jose Luis Perez (Husqvarna) Alejandro Sanchez Aldana (KTM) Homero Diaz (KTM)       | Pablo Torre (KTM) Refugio Garcia (KTM) Alonso Arino (Suzuki) Ivan Ramirez (KTM)                            | Jessica Lopez (Kawasaki) Karina Garcia Alonso (Kawasaki) Idalia Maria de Obaldia (KTM) | Axixic Ayutla's Team Club Mexico I Club Mexico III Club Mexico IV Correcaminos Enduro Guadalajara I Enduro Guadalajara II GRT HEBO Team Mexico Livesstrong Morelia Los Olvidados Los Sanchez Los Tres Amigoous (2 Fahrer) (h) Mexico II Monte Alban Monterrey Morelia Enduro I Morelia Enduro II Morelia Enduro III Moto X House I Moto X House II Racing Leon Tangamanga Truggetz Tulum Veredalta |
| Niederlande        | | |                                                                                        | Motoclub Intimiano (1 Fahrer) (j) |
| Neuseeland         | | |                                                                                        | Wellard Club |
| Polen              | Marcin Frycz (Yamaha) Pawel Szymkowski (KTM) Michal Szuster (Yamaha) Karol Kedzierksi (Yamaha) Bartosz Oblucki (Husqvarna) Sebastian Krywult (KTM)           | |                                                                                        | |
| Peru               | | |                                                                                        | HONDURA (1 Fahrer) (l) |
| Schweden           | | Henrik Lindholm (KTM) Johan Carlsson (Beta) Karl Svensson (Husaberg) Carl Sjoo (Husaberg)                  | Camilla Mitkiewicz (KTM) Vanja Kollmann (KTM) Jessika Jonsson (GasGas)                 | Team Ostra FME Team Ostra Gota Team Ostra Junior |
| Slowakei           | | |                                                                                        | Slovakia Turboteam Zatko |
| Spanien            | | Victor Guerrero (Yamaha) Mario Roman (KTM) Lorenzo Santolino (KTM) Oriol Mena (Husaberg)                   |                                                                                        | MOTO CLUB SITGES RFME |
| Tschechien         | | |                                                                                        | Motosport Bozkov |
| Venezuela          | Christian Birada (KTM) Wilfran de Paz (KTM) Fernando Macia (Yamaha) Fabian Birada (Kawasaki) Rolando Vega (KTM) Darian Castellano (KTM)                      | |                                                                                        | VENEZUELA |
| Vereinigte Staaten | Mike Brown (KTM) Kurt Caselli (KTM) Jimmy Jarrett (Kawasaki) Timmy Weigand (Honda) Destry Abbott (Kawasaki) Nathan Woods (Husaberg)                          | Ian Blythe (KTM) Cory Buttrick (KTM) Nick Fahringer (Husaberg) Taylor Robert (Yamaha)                      | Kerrie Swartz (KTM) Nicole Bradford (KTM) Amanda Mastin (Yamaha)                       | Desert M/C GoFasters.com JAFMAR Missouri Mudders Scott Weber Memorial Team Tony Agonis Memorial Team Works Enduro Rider/WER |